# Метоничен цикъл
Метоническият цикъл (или Метонов цикъл) е период, чиято продължителност възлиза с голяма точност на 19 години. След изтичането на цикъла на същите дати в годината се наблюдават същите фази на луната: например ако при пролетното равноденствие има нова луна, то след 19 години това ще се повтори. При тези повторения се констатира разлика от около час и половина, така че след 16 цикъла (т.е. 304 г.) разликата ще достига едно денонощие.
По определение продължителността на метоническия цикъл е 235 синодически лунни месеци. Той е по-дълъг с 1 ч. 27 мин. 33 сек. от 19 тропически години.
Това практическо съвпадение е било известно в древен Китай и Вавилон, а европейската история го свързва с древногръцкия астроном Метон от Атина.

## История
Предполага се, че 19 г. цикъл на повторение може да е бил известен още по времето на династията Шан (ХVII-Х в. пр.н.е.). Около VI в. пр.н.е. е част от китайската календарната практика наречен 'джан' (zhang) цикъл. По същото време във Вавилон цикълът е бил използван при предсказването на лунни затъмнения. Гръцкият астроном и геометър Метон разяснява цикъла като средството за усъвършенстване на календара през 432 г. пр. н.е. и по-късно събитието добива легендарни измерения, макар собствено историческите данни да са оскъдни. Тит Ливий твърди, че римският цар Нума Помпилий (VII в. пр.н.е.) е познавал метоническия цикъл и го бил въвел в календара Античните култури, които ползват лунно-слънчев календар, възприемат цикъла на Метон като основа на алгоритъм за определяне броя на месеците в годината - дали ще са 12 или 13.

## Използване на метоническия цикъл в календара
Важното за календара свойство на метоническия цикъл се разбира от аритметическото равенство 12×12+7×13=235, тоест лунните месеци, съдържащи се в цикъла, могат да бъдат разпределени в 12 години с 12 месеца и 7 съдържащи по 13, като общият брой на годините е именно 12+7=19.
Древният вавилонски календар и съвременният еврейски календар добавят допълнителен месец преди пролетното равноденствие по график в годините 3, 6, 8, 11, 14, 17 и 19 от всеки 19-годишен цикъл. Предишна практика било несистематичното добавяне на 13-и месец, съдейки за началото на пролетта по хелиакалните изгреви. Това се прави в китайския и други азиатски календари. Целта на всички тези календари е началото на годината да се отмества минимално спрямо избрана астрономическа дата, каквато е, например, началото на пролетта. Дългите (13-месечни) години, които са 7, следва да се комбинират колкото се може по-равномерно с кратките (12-месечни).
Продължителността на метоновия цикъл, получена като цяло число дни - 6940, съответства на лунни месеци, траещи малко повече от 29,5 дни; съответно в цикъла има и повече дълги месеци с 30 дни, отколкото къси с 29 дни, като съответният им брой е 125 и 110 (общо 235).
След установяването на християнството датата на Великден се определя спрямо пролетното равноденствие, като продължава използването на луната за отброяване на дните. Съответно повторенията принципно следват 19-годишния метонически цикъл, при все че има допълнителни усложняващи съображения.

## Метоническият цикъл и затъмненията
Метонически цикъл е близък по продължителност с кръгъл брой 'драконически' години, времето след което възлите в лунната траектория повтарят местата си спрямо еклиптиката. 235 синодически лунни месеца, т.е. метоническия период, съдържат 20,02 драконически години, което обяснява връзката му с циклите на затъмненията.
За повторението на затъмненията се използва по-краткият период, „сарос“, който възлиза на 223 синодически лунни месеца (или 18 г. и 11,3 дни, общо 6585,3211 дни). След изтичането на този период се повтаря с добра точност конфигурацията образувана от слънцето, земята и луната.